# Skellig Michael
Skellig Michael (irsky Sceilig Mhichíl), nazývaný též Great Skellig (irsky Sceilig Mhór), je hornatý ostrov při jihozápadním pobřeží Irska. Nacházejí se na něm pozůstatky raně středověkého klášterního komplexu , kde přebývala malá komunita irských křesťanakých řeholníků. Celý ostrov byl pro své kulturní bohatství v roce 1996 zapsán na seznam Světového dědictví UNESCO. Skellig Michael je zároveň chráněn jako národní kulturní památka a je ve vlastnictví státu.

## Geografie
Ostrov leží v Atlantském oceánu zhruba 12 km západně od poloostrova Iveragh v irském hrabství Kerry. Skellig Michael má rozlohu přibližně 21,9 ha. Mezi dvěma skalnatými vrcholy ostrova, vysokými 185 a 218 metrů, se v nadmořské výšce 130 metrů nachází prohlubeň ve tvaru písmene  „U“. Toto místo s upravenými terasami, dlážděním a pozůstatky klášterních objektů, vybudovaných ze suchého zdiva, bývá označováno jako „Kristovo údolí“ nebo „Kristovo sedlo“.

## Historie

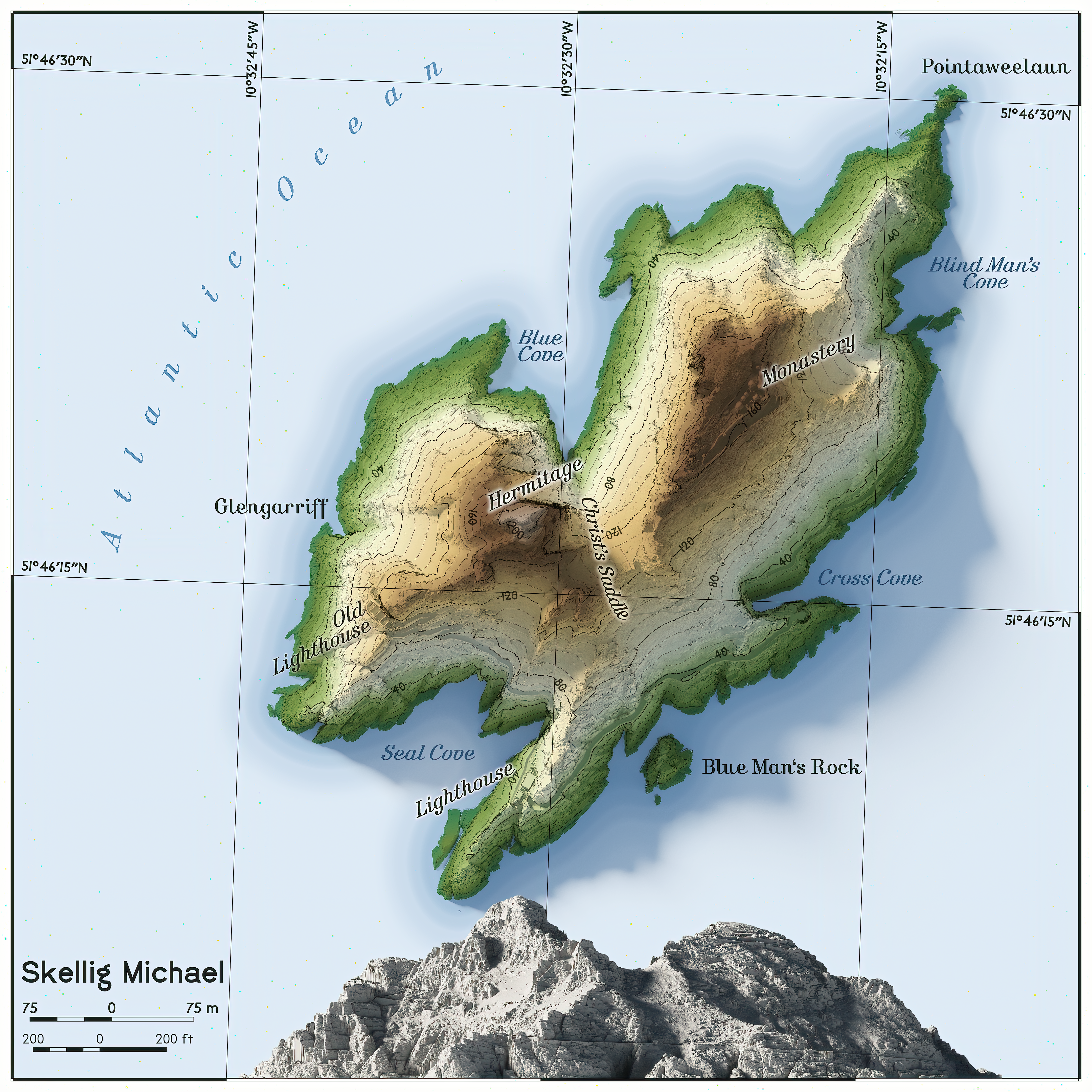
Topografická mapa ostrova

Datum založení kláštera, který je dokladem toho, jak se během 5. a 6. století šířilo křesťanství z Blízkého východu přes Itálii a Galii až do Británie a Irska, není známo. Podle výsledků archeologického průzkumu, který na Skellig Michael probíhal mezi léty 1986 až 2010, se vědci domnívají, že komunita křesťanských řeholmíků se na ostrově usadila v 7. století.
Ostrov byl zasvěcen svatému Michaelovi pravděpodobně až někdy mezi roky 950 a 1050. Dle historických záznamů v roce 823 na ostrov zaútočili Vikingové, avšak neobsadili jej. Kolem roku 1000 byla na Skellig Michael vybudována nová kaple a mniši zde přebývali ještě dalších zhruba sto let. Poté komunita řeholníků ostrov opustila a přemístila se na pevninu, kde na jihovýchodním pobřeží poloostrova Iveragh založila v Ballinskelligs nové opatství svatého Michaela (Ballinskelligs Abbey nebo Ballinskelligs Priory, irsky Prioreacht Bhaile an Sceilg).V průběhu 16. století se opuštěný ostrov stal vyhledávaným poutním místem.

Plánek kláštera

O životě křesťanské komunity na tomto těžko přístupném ostrově je známo jen velmi málo. Odhaduje se, že komunitu tvořilo pravděpodobně dvanáct řeholníků, v jejichž čele stál opat. Navíc na téměř nedostupném jižním vrcholu ještě existovala malá poustevna. Kromě obydlí mnichů v podobě jakýchsi kamenných  „úlů“ ze suchého zdiva bez malty, kaple, schodišť a poustevny se ve vrcholových partiích dochovali také stopy po malých zeleninových a bylinkových zahrádkách.
Díky izolovanosti ostrova a od okolního světa a obtížné dostupnosti zůstaly zdejší raně středověké památky po staletí prakticky nedotčeny. Jedinou výjimkou byly ve 20. letech 19. století stavební úpravy na jihozápadní straně ostrova, související s výstavbou majáků. V roce 1978 byl na Skellig Michael zahájen rozsáhlý program, zaměřený na konzervaci a archeologický průzkum místních památek.

## Dostupnost
Skellig Michael původně nebyl příliš navštěvovaný turisty. K významné změně došlo až v závěru 20. století a zejména pak po uvedení filmu z cyklu Star Wars. Od roku 1987 je na ostrově ustanovena průvodcovská služba, jejímž posláním je mj. regulace nekontrolovaného přílivu turistů. Úřad veřejných prací (Office of Public Works), který ostrov spravuje, od roku 2007 každoročně určuje časový rozsah období, kdy je možné Skellig Michael navštívit, a vydává s tím související příslušná povolení majitelům lodí, které na ostrov vyplouvají z přístavu Portmagee. Mimo toto vymezené období není vstup na ostrov dovolen.

## Odraz v populární kultuře
- V roce 2015 se místo objevilo v hollywoodském velkofilmu Star Wars: Síla se probouzí jako součást tajemného souostroví, kde přebýval Luke Skywalker.
- Život v mnišské komunitě na ostrově Skellig Michael popsal britský spisovatel Peter Tremayne v knize „Suffer Little Children“ z roku 1995 (česky „Nechte maličkých“, 2004), která je součástí cyklu historických detektivních příběhů, v nichž vystupuje fiktivní postava vyšetřovatelky a advokátky, irské řeholní sestry Fidelmy ze 7. století n. l.[6]